# Calcul de la date de Pâques selon la méthode de Gauss
La méthode canonique de calcul de la date de Pâques grégorienne est très complexe. Dès le XVIIIe siècle, les mathématiciens recherchèrent des méthodes plus simples. La méthode de Carl Friedrich Gauss présente un grand intérêt historique car c'est la première tentative d'élaboration d'une méthode algorithmique de calcul de la date de Pâques. L'ambition de Gauss était de créer un algorithme unique qui serait universellement valable pour les Pâques juliennes et pour les Pâques grégoriennes. En 1800, il publie la première méthode de calcul de la date de Pâques essentiellement fondée sur des opérations arithmétiques élémentaires. Toutefois, sa méthode tient mal compte des sauts d'épacte pour la métemptose et la proemptose. À la suite de diverses corrections proposées par ses correspondants mathématiciens et ses élèves, il publie une version presque exacte en 1816. La version publiée ci-dessous, après diverses corrections est valide pour toutes les années en calendrier julien et en calendrier grégorien. On pourra noter que le calcul pour les dates de Pâques juliennes est très voisin de l'algorithme de Delambre.
Gauss, prudent, et qui ne disposait pas de nos moyens actuels de calcul, limitait la validité de sa méthode à la période 1700-4099. Toutefois, des vérifications systématiques effectuées à l'aide de l'algorithme de Meeus montrent que cet algorithme est universellement valide pour toute date à partir de 326 pour les Pâques juliennes et pour toute date à partir de 1583 pour les Pâques grégoriennes.

## Présentation de l'algorithme de Gauss
L'algorithme de Gauss est commun au calcul des dates de Pâques juliennes et grégoriennes. La méthode de calcul de Pâques julienne présente cependant quelques simplifications par rapport au calcul de Pâques grégorienne. On présente ci-dessous :
- l'algorithme détaillé de calcul de Pâques grégorienne ;
- l'indication des simplifications à apporter pour le calcul de Pâques julienne ;
- l'algorithme détaillé de calcul de Pâques julienne.

## Calcul de la date de Pâques grégorienne

### Calcul de la date de Pâquesgrégorienneen calendriergrégorien
Pour Année ≥ 1583 :
| Dividende           | Diviseur | Quotient | Reste |
| ------------------- | -------- | -------- | ----- |
| Année               | 19       |          | a     |
| Année               | 4        |          | b     |
| Année               | 7        |          | c     |
| Année               | 100      | k        |       |
| 13 + 8 k            | 25       | p        |       |
| k                   | 4        | q        |       |
| 15 - p + k - q      | 30       |          | M     |
| 4 + k - q           | 7        |          | N     |
| 19 a + M            | 30       |          | d     |
| 2 b + 4 c + 6 d + N | 7        |          | e     |

Les Pâques grégoriennes en calendrier grégorien sont le :
1. H = (22 + d + e) mars
2. ou le Q = (H - 31) = (d + e − 9) avril ;
3. Si d = 29 et e = 6, remplacer le 26 avril par le 19 avril ;
4. Si d = 28, e = 6 et RESTE (11 M + 11) / 30) < 19, remplacer le 25 avril par le 18 avril.

Remarquer que H et Q fournissent la même date, la première en jours de mars et la seconde en jours d'avril. Par exemple pour 2006, on obtient H = 47 mars et Q = 16 avril, ce qui correspond à la même date si l'on considère que la première est en jours de mars (47 − 31 = 16 avril).

### Exemple
Exemple pour l'année 2006
| Dividende           | Valeur Dividende | Diviseur | Valeur Diviseur | Quotient | Valeur Quotient | Reste | Valeur Reste | Expression     | Valeur Expression |
| ------------------- | ---------------- | -------- | --------------- | -------- | --------------- | ----- | ------------ | -------------- | ----------------- |
| Année               | 2006             | 19       | 19              |          |                 | a     | 11           |                |                   |
| Année               | 2006             | 4        | 4               |          |                 | b     | 2            |                |                   |
| Année               | 2006             | 7        | 7               |          |                 | c     | 4            |                |                   |
| Année               | 2006             | 100      | 100             | k        | 20              |       |              |                |                   |
| 8 k + 13            | 173              | 25       | 25              | p        | 6               |       |              |                |                   |
| k                   | 20               | 4        | 4               | q        | 5               |       |              |                |                   |
| 15 - p + k - q      | 24               | 30       | 30              |          |                 | M     | 24           |                |                   |
| 4 + k - q           | 19               | 7        | 7               |          |                 | N     | 5            |                |                   |
| 19 a + M            | 233              | 30       | 30              |          |                 | d     | 23           |                |                   |
| 2 b + 4 c + 6 d + N | 163              | 7        | 7               |          |                 | e     | 2            |                |                   |
|                     |                  |          |                 |          |                 |       |              | H = 22 + d + e | 47                |
|                     |                  |          |                 |          |                 |       |              | Q = d + e - 9  | 16                |

Les conditions 3. et 4. ne s'appliquent pas.
H est le quantième de Pâques en jours de mars (47 -31) = 16.
Q est le quantième de Pâques en jours d'avril.
Pâques est le 16 avril 2006.

## Calcul de la date de Pâques julienne

### Simplifications pour le calcul de la date de Pâques julienne
- poser M = 15 et N = 6 ;
- dès lors, le calcul de k, p et q est inutile ;
- les conditions 3. et 4. sont sans objet.

### Calcul de la date de Pâquesjulienneen calendrierjulien
Pour Année ≥ 325:
| Dividende           | Diviseur | Quotient | Reste | Expression |
| ------------------- | -------- | -------- | ----- | ---------- |
| Année               | 19       |          | a     |            |
| Année               | 4        |          | b     |            |
| Année               | 7        |          | c     |            |
|                     |          |          |       | M = 15     |
|                     |          |          |       | N = 6      |
| 19 a + M            | 30       |          | d     |            |
| 2 b + 4 c + 6 d + N | 7        |          | e     |            |

La date de Pâques julienne en calendrier julien est le :
1. H = (22 + d + e) mars
2. ou le Q = (d + e − 9) avril ;

Remarquer que H et Q fournissent la même date, la première en jours de mars et la seconde en jours d'avril. Par exemple pour 1492, on obtient H = 53 mars et Q = 22 avril, ce qui correspond à la même date si l'on considère que la première est en jours de mars (53 - 31 = 22 avril).

### Exemple
Exemple pour l'année 1492
| Dividende           | Valeur Dividende | Diviseur | Valeur Diviseur | Quotient | Valeur Quotient | Reste | Valeur Reste | Expression     | Valeur Expression |
| ------------------- | ---------------- | -------- | --------------- | -------- | --------------- | ----- | ------------ | -------------- | ----------------- |
| Année               | 1492             | 19       | 19              |          |                 | a     | 10           |                |                   |
| Année               | 1492             | 4        | 4               |          |                 | b     | 0            |                |                   |
| Année               | 1492             | 7        | 7               |          |                 | c     | 1            |                |                   |
|                     |                  |          |                 |          |                 |       |              | M = 15         |                   |
|                     |                  |          |                 |          |                 |       |              | N = 6          |                   |
| 19 a + M            | 205              | 30       | 30              |          |                 | d     | 25           |                |                   |
| 2 b + 4 c + 6 d + N | 160              | 7        | 7               |          |                 | e     | 6            |                |                   |
|                     |                  |          |                 |          |                 |       |              | H = 22 + d + e | 53                |
|                     |                  |          |                 |          |                 |       |              | Q = d + e - 9  | 22                |

H est le quantième de Pâques en jours de mars [53 mars = (53 -31) avril = 22 avril].
Q est le quantième de Pâques en jours d'avril = 22 avril.
Pâques est le 22 avril 1492.